# Microsoft BizTalk Server
Microsoft BizTalk Server er et XML-baseret Messaging System fra Microsoft til Enterprise Application Integration. Det bruges til at integrere programmer dvs at få to eller flere programmer til at udveksle data.
Internt arbejder BizTalk fortrinsvis med XML-dokumenter tilknyttet et sæt af metadata, men eksternt kan det arbejde med en lang række forskellige ting blandt andet: tekstfiler (f.eks. kommasepareret), SMTP (email), POP3 (email), 
SOAP og Web services. Det har også adaptere til EDI, Tibco, Microsoft SQL Server og Microsoft SharePoint. XML-dokumenter er som regel defineret i XML-schemaer og kan have specielle udvidelser i annotationer.
Det findes i følgende versioner:
- BizTalk Server 2000
- BizTalk Server 2002
- BizTalk Server 2004
- BizTalk Server 2006
- BizTalk Server 2006 R2
- BizTalk Server 2009
- BizTalk Server 2010
- BizTalk Server 2013
- BizTalk Server 2013 R2
- BizTalk Server 2016
- BizTalk Server 2020

BizTalk Server 2004 var den første version der brugte .NET-teknologi og 2006 R2 var første version med adaptere til Windows Communication Foundation (WCF). Generelt følges BizTalk-versionerne med versioner i udviklingsværktøjet Microsoft Visual Studio og databasen Microsoft SQL Server.
Man vælger hvordan forskellige programmer skal udveksle data via et "plug-in" til Microsoft Visual Studio, der er et udviklingsværktøj, men man skal som hovedregel ikke programmere noget. Opsætningen af en integration foregår ved at man trække nogle standardkomponenter ind og indtaster parametre. Man skal typisk konfigurere følgende:
1. adapter – skal der indlæses tekstfiler eller f.eks. modtages kald via HTTP
2. pipeline – konvertere det modtagne dokument til et XML-dokument ud fra et XML Schema
3. mapping – lav transformation af XML så det er som vi ønsker det (XSLT)
4. orchestration – lav regler for hvor dokumentet skal sendes hen hvis der er flere mulige modtagere eller andet avanceret logik.
5. send-pipeline – vælg hvordan dokumentet skal sendes til modtageren.

| Software | Spire Denne artikel om software og programmering er en spire som bør udbygges. Du er velkommen til at hjælpe Wikipedia ved at udvide den. |

1. ↑  XML-schema, W3C's anbefaling.